# Ben Sinnott
Benjamin Sinnott (geboren am 14. Juni 2002 in Waterloo, Iowa) ist ein US-amerikanischer American-Football-Spieler auf der Position des Tight Ends. Er spielte College Football für die Kansas State Wildcats und wurde im NFL Draft 2024 in der zweiten Runde von den Washington Commanders ausgewählt.

## Frühe Jahre und College
Sinnott wuchs in Waterloo, Iowa, auf und besuchte die Columbus High School. Zunächst hatte er sich für ein Stipendium bei den South Dakota Coyotes entschieden, wechselte jedoch später zur Kansas State University.
Sinnott redshirtete sein erstes Jahr und kam 2021 in seiner Redshirt-Freshman-Saison sporadisch zum Einsatz. Er fing zwei Pässe für 15 Yards und erzielte bei drei Läufen 12 Yards Raumgewinn sowie einen Touchdown. In der Saison 2022 wurde Sinnott als Redshirt-Sophomore in das First-Team All-Big 12 gewählt, nachdem er 31 Pässe für 447 Yards Raumgewinn und vier Touchdowns gefangen hatte.
In seiner letzten College-Saison 2023 bestätigte er seine Leistung und wurde erneut ins First-Team All-Big 12 gewählt.

## NFL
Sinnott wurde im NFL Draft 2024 in der zweiten Runde an 53. Stelle von den Washington Commanders ausgewählt. Er unterschrieb am 14. Juni 2024 seinen Rookievertrag über vier Jahre. Am 21. Oktober 2024 fing Sinnott in Woche 6 gegen die Carolina Panthers seinen ersten NFL-Pass, der zugleich ein Touchdown war.